# Haina (Kloster)
Haina (Kloster) – miejscowość i gmina w Niemczech, w kraju związkowym Hesja, w rejencji Kassel, w powiecie Waldeck-Frankenberg.

## Zabytki
- Kościół klasztorny(inne języki), a w nim m.in.
- epitafium hr. Johanna II von Ziegenhain(inne języki) (zm. 1450)[2] z herbami ojcowskimi (lewe): Gottfrieda VIII Ziegenhain, Nidda; von Falkenstein, i herbami matczynymi (prawe): Agnes von Braunschweig[3], von Hesse.
- Epitafium Filipa i Elżbiety

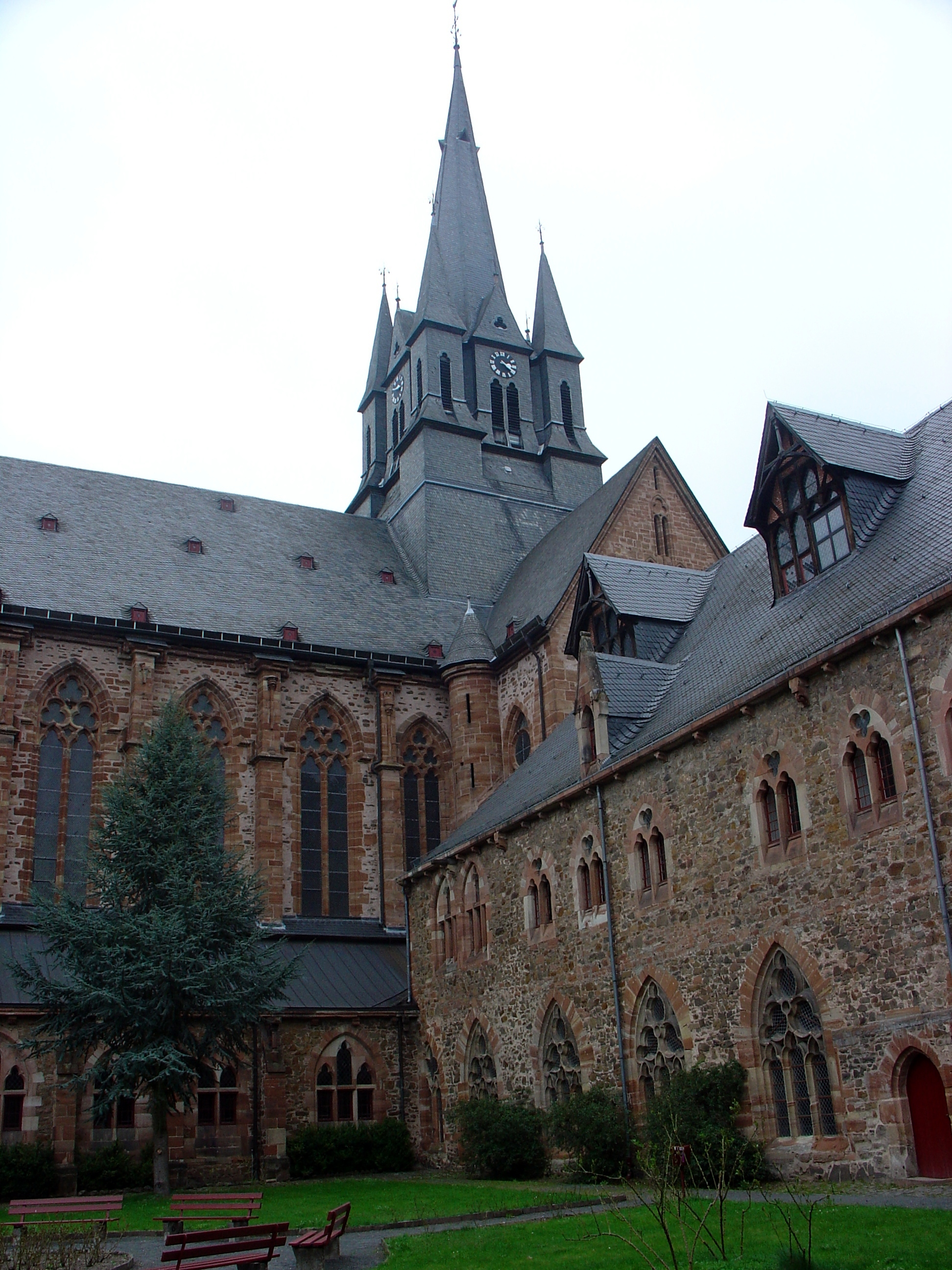
Klasztor Haina
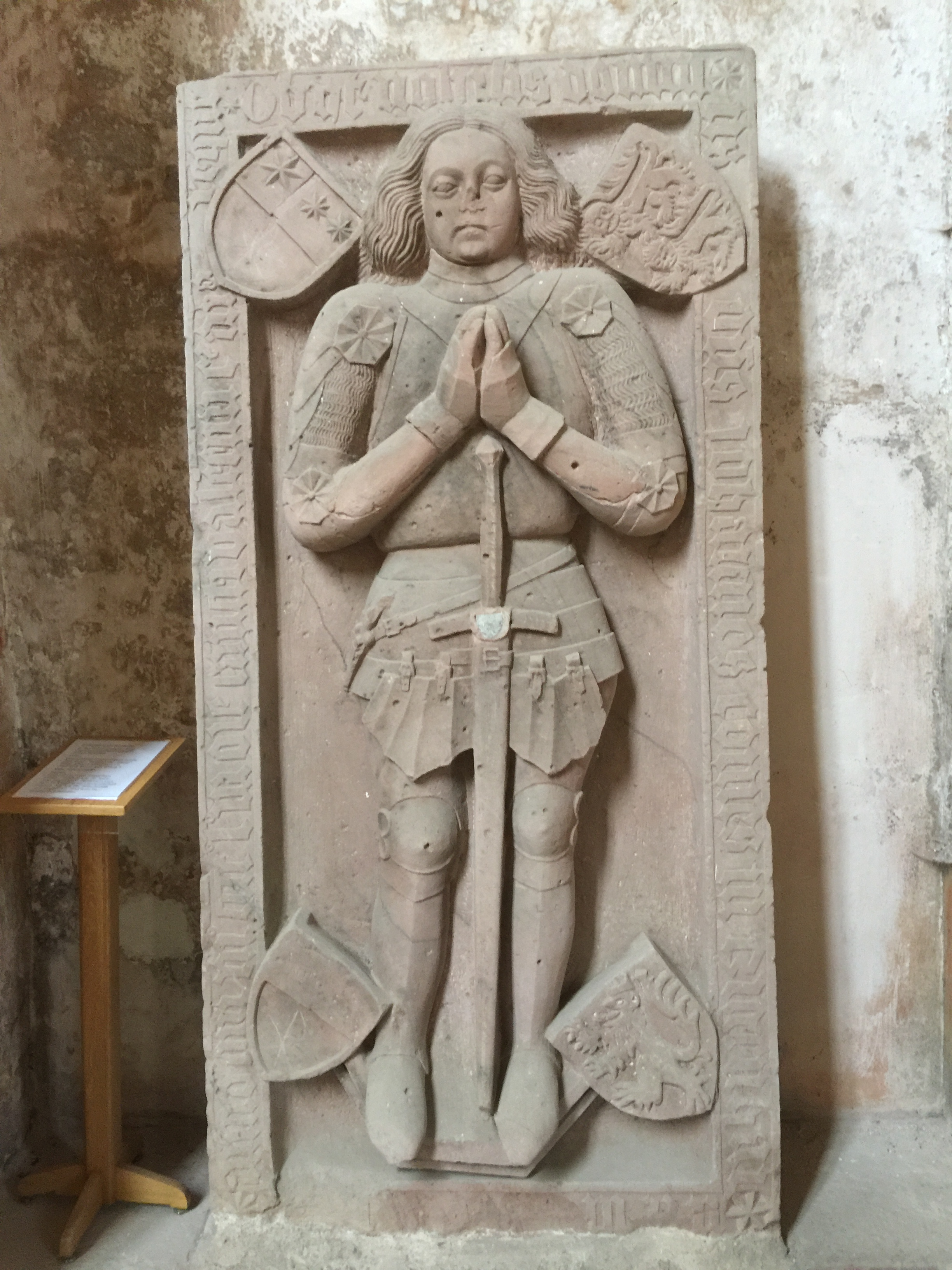
Epitafium Johanna II von Ziegenhain
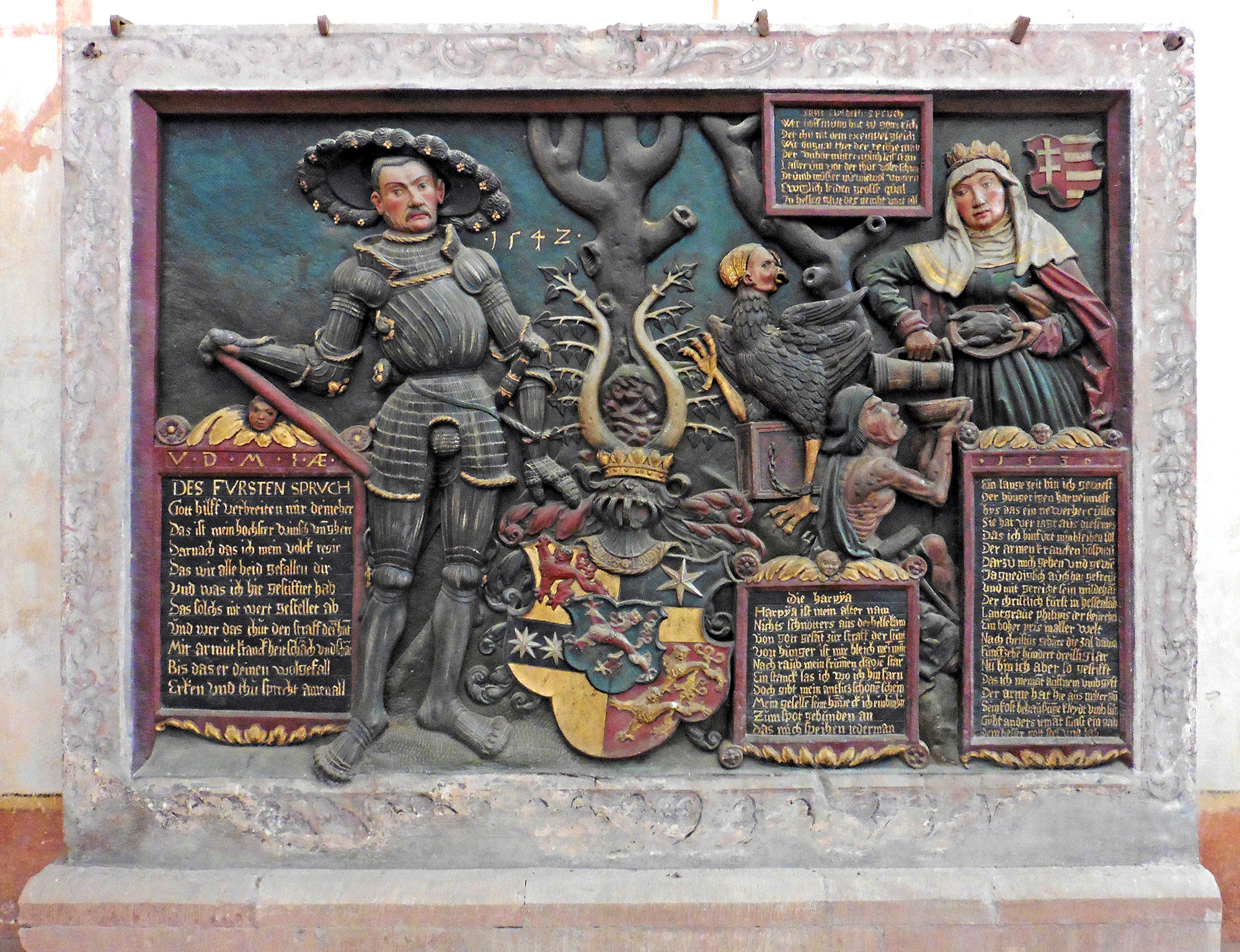
Epitafium Filipa i Elżbiety